# کیتیل آندره آموت
کیتیل آندره آموت ورزشکار مرد رشتهٔ اسکی آلپاین اهل کشور نروژ است. وی در بین سال‌های ‎۱۹۹۲ تا ۲۰۰۶ میلادی در مسابقات بازی‌های المپیک زمستانی در مجموع ۸ مدال، شامل ۴ مدال طلا ، ۲ نقره و ۲ برنز را کسب کرد.